# ヘンリク・オヤマー
ヘンリク・オヤマー（エストニア語: Henrik Ojamaa、1991年5月20日 - ）は、エストニア・タリン出身のサッカー選手。ポジションはフォワード。エストニア代表。

## クラブ歴
2015年9月4日、リーグ1のスウィンドン・タウンと1年契約を結んだ。
2016年1月7日、エルステ・リーガのヴァッカー・インスブルックと契約を結んだ。
2016年6月21日、エールディヴィジのゴー・アヘッド・イーグルスと2年契約を結んだ。
2017年1月31日、スコティッシュ・プレミアシップのダンディーに2016-17シーズン終了までローン移籍に出された。
2017年10月21日、ドルガHNLのゴリツァと2017-18シーズン終了までの契約を結んだ。
2018年6月21日、エクストラクラサのミェジ・レグニツァと2年契約（1年の契約延長オプション付き）を結んだ。

## 人物
弟のヒンドリク・オヤマーもヘンリクと同様にサッカー選手であり、エストニア代表招集経験もある。

## タイトル

### クラブ
レギア・ワルシャワ
- エクストラクラサ : 1回 (2013-14)

ゴリツァ
- ドルガHNL : 1回 (2017-18)

フローラ・タリン
エストニア・スーパーカップ : 1回 (2021)

### 個人
- エストニア最優秀若手選手賞（英語版） : 1回 (2012)